# Knut Styffe

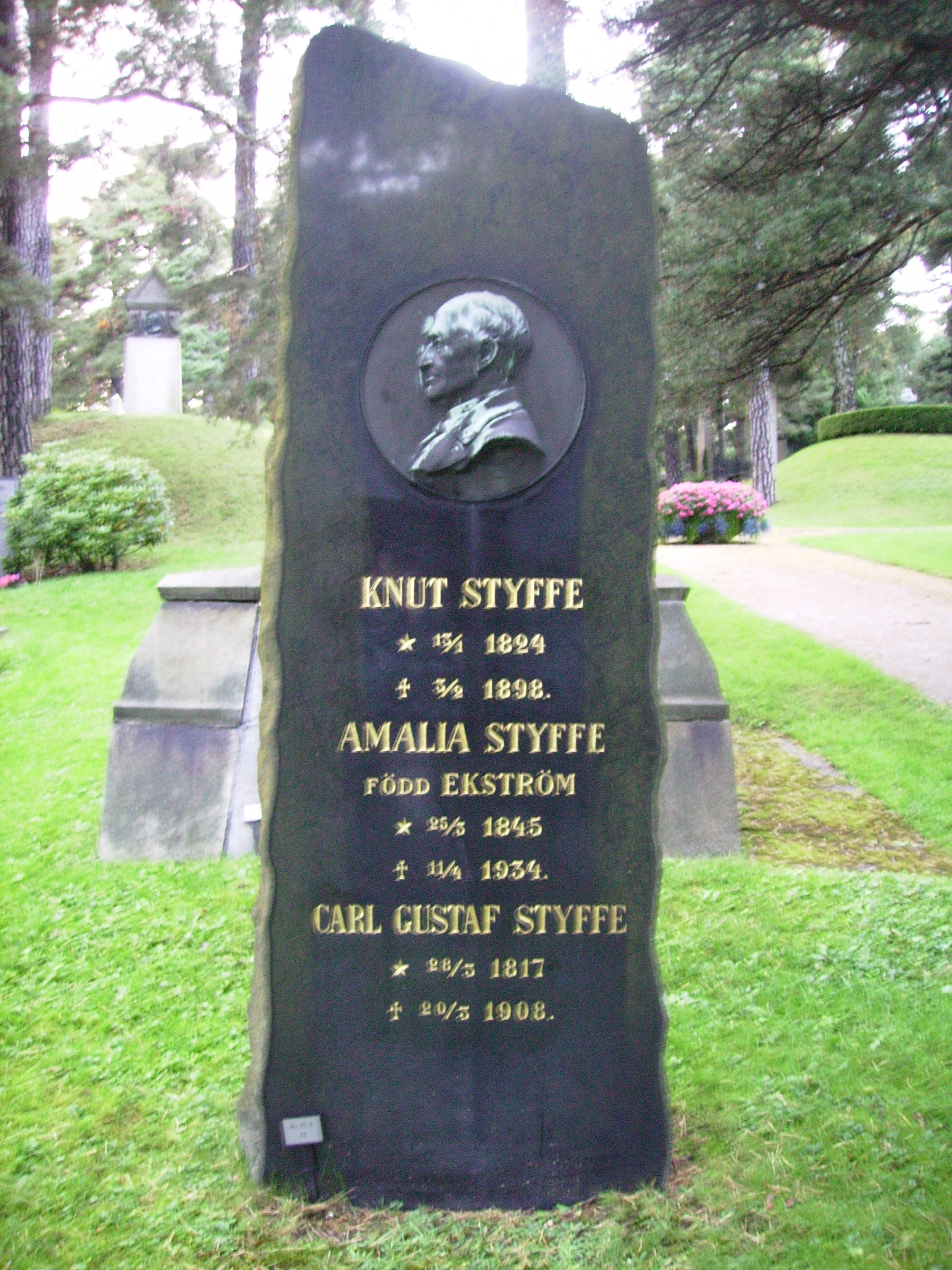
Knut Styffes gravvård på Norra begravningsplatsen i Stockholm.

Knut Styffe, född 13 januari 1824 på Karlsfors alunbruk i Bergs socken, Västergötland, död 3 februari 1898 i Stockholm, var en svensk bergsvetenskapsman och ingenjör, föreståndare för Kungliga Tekniska högskolan 1856–1890.
Styffe påbörjade studier vid Uppsala universitet 1841, avlade hovrättsexamen 1843 och bergsexamen 1847 och inskrevs samma år som auskultant i Bergskollegium. Efter att ha genomgått Bergsskolan i Falun förordnades han 1848 som bergsfiskal vid Sala silververk och blev 1852 laborator i kemi vid Teknologiska institutet i Stockholm. Han publicerade observationer i "Jernkontorets annaler" och deltog i dess redaktion från 1856. Som hans viktigaste vetenskapliga arbete räknas en avhandling i denna tidskrift om järns och ståls elasticitet, tänjbarhet och absoluta styrka från 1866, som även översattes till engelska och tyska.
Efter att Teknologiska institutets föreståndare Lars Johan Wallmark hade avlidit 1855 utsågs Styffe 1856 till ny föreståndare (en post motsvarande rektor) med överdirektörs titel. Under Styffes ledning utvecklades Teknologiska institutet i betydande grad, i en tid (mitten av 1800-talet) som präglades av ekonomiska framsteg i Sverige och ökat behov av utbildade ingenjörer. Institutet flyttade in i nya lokaler och införlivade Bergsskolan i Falun respektive ingenjörsutbildningen från Högre artilleriläroverket och införde arkitektutbildning. Inträdeskraven på studenterna höjdes, ingenjörsutbildningen förlängdes från tre till i huvudsak fyra år, gavs mer vetenskaplig anknytning och 1877 döptes institutet om till Kungliga Tekniska högskolan (KTH). Styffe stannade som föreståndare för KTH till sin pensionering 1890 och är således med bred marginal den i KTH:s historia som har tjänstgjort längst på posten som rektor/föreståndare.
Styffe deltog också i flera statliga kommittéer i tekniska och industriella frågor samt i de 1876 och 1888 tillsatta tullkommittéerna. Han fungerade även som teknisk rådgivare åt olika privata företag. 1855 blev han ledamot av Lantbruksakademin, 1870 blev han ledamot av Kungliga Vetenskapsakademin och 1878 av Vetenskaps- och vitterhetssamhället i Göteborg. 1877 blev han jubeldoktor i Uppsala. Han och hans fru Amalia testamenterade pengar till en stipendiefond vid KTH – "Knut och Amalia Styffes stipendiefond".
Styffe var ledamot av riksdagens andra kammare för Stockholms stads valkrets under åren 1888–1890.
Knut Styffe var yngre bror till Carl Gustaf Styffe (1817–1908), filosofie doktor och bibliotekarie vid Uppsala universitets bibliotek "Carolina Rediviva".